# Округ Пауер (Ајдахо)
Пауер (енгл. Power County) је округ у америчкој савезној држави Ајдахо.

## Демографија
По попису из 2010. године број становника је 7.817, што је 279 (3,7%) становника више него 2000. године.
| Група             | 2000.         | 2010.         |
| Белци             | 5.592 (74,2%) | 5.164 (66,1%) |
| Афроамериканци    | 7 (0,1%)      | 22 (0,3%)     |
| Азијати           | 24 (0,3%)     | 32 (0,4%)     |
| Хиспаноамериканци | 1.638 (21,7%) | 2.328 (29,8%) |
| Укупно            | 7.538         | 7.817         |